# اتحاد رودسيا ونياسالاند
كان اتحاد روديسيا ونياسالاند، المعروف أيضا باسم اتحاد أفريقيا الوسطى (CAF)، دولة شبه مستقلة في جنوبي أفريقيا وكانت موجودة منذ عام 1953 إلى نهاية عام 1963، تألف الاتحاد من مستعمرة روديسيا الجنوبية ذاتية الحكم ومحميتا روديسيا الشمالية ونياسالاند. كان الاتحاد تابعا للمملكة المتحدة وللتاج البريطاني، ويمثل فيه الحاكم العام السيادة البريطانية.
كان المقصود به في نهاية المطاف إلى أن تصبح السيادة في كومنولث الأمم.
تم تأسيس الاتحاد في 1 أغسطس عام 1953، وذلك بهدف تزوير طريقا وسطا بين دولة مستقلة تماما الأغلبية التي يحكمها والأراضي البيضاء التي يهيمن عليها جنوب أفريقيا وأنغولا وموزامبيق و[مشكوك فيها - مناقشة]. كان يقصد منها أن تكون وكان كيان دائم، ولكن في نهاية المطاف انهارت لأن القوميين السود الأفارقة يريد حصة أكبر من الطاقة من الأقلية المهيمنة الأبيض على استعداد للتنازل.
كانت الامم حكام الدول الجديدة في أفريقيا السوداء والرغبة في إنهاء الاستعمار في أفريقيا. مع معظم دول العالم تتحرك بعيدا عن الاستعمار خلال هذه الفترة (أواخر 1950s - أوائل 1960s)، تعرض المملكة المتحدة إلى الضغط لاستعمار دي من كل من الأمم المتحدة ومنظمة الوحدة الأفريقية. تدعم هذه الجماعات تطلعات القوميين الأفارقة السود وقبلت طلباتهم للتحدث بالنيابة عن الشعب.
الاتحاد انتهت رسميا في 31 ديسمبر 1963. خلال عام 1964، وارتفع روديسيا الشمالية استقلالها عن المملكة المتحدة والدولة الجديدة من زامبيا ونياسالاند حصلت على استقلالها عن الدولة الجديدة في ملاوي. جنوب روديسيا أصبحت تعرف باسم روديسيا زيمبابوي، وكان منذ عام 1980.

## التعداد السكاني

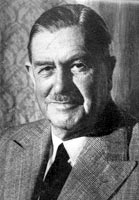
Sir Godfrey Martin Huggins

| السنة | رودسيا الجنوبية | رودسيا الجنوبية | رودسيا الشمالية | رودسيا الشمالية | نياسالاند | نياسالاند |
| ----- | --------------- | --------------- | --------------- | --------------- | --------- | --------- |
| السنة | White           | Black           | White           | Black           | White     | Black     |
| 1927  | 38,200          | 922,000         | 4,000           | 1,000,000       | 1,700     | 1,350,000 |
| 1946  | 80,500          | 1,600,000       | 21,919          | 1,634,980       | 2,300     | 2,340,000 |

## تصاعد الوطنية الأفريقية
وافقت بريطانيا على حل الاتحاد في 31 من ديسمبر، عام 1963م. وفي عام 1964م استقلَّت نياسلاند وأصبحت تُسمى ملاوي، وكذلك روديسيا الشمالية لتصبح زامبيا. كما استقلت روديسيا الجنوبية وسُميِّت زمبابوي.

## طوابع البريد
أصدر الاتحاد أول طابع بريد في عام 1954 يحمل صورة الملكة إليزابيث الثانية. انظر الطوابع البريدية من اتحاد روديسيا ونياسالاند.

## انظر أيضاً

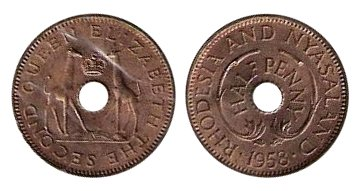
Rhodesia and Nyasaland half penny, 1958

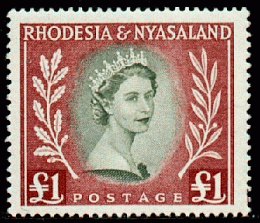
أحد طابع البريد التي أصدرها اتحاد روديسا و ناياسيلاند